# Torneo Fox Sports
El Torneo Fox Sports fue un torneo de fútbol de carácter amistoso, organizado por el canal deportivo Fox Sports en Colombia. Los juegos se disputan en el Estadio Nemesio Camacho El Campín de la ciudad de Bogotá, durante el mes de enero.

## Historial
| Edición | Año  | Campeón     | Resultado      | Subcampeón      | Tercero         | Cuarto            |
| ------- | ---- | ----------- | -------------- | --------------- | --------------- | ----------------- |
| 1       | 2018 | Santa Fe    | 3 - 1          | América de Cali | Millonarios     | Deportivo Cali    |
| 2       | 2019 | Millonarios | 0 - 0 (4-3 p.) | Santa Fe        | América de Cali | Atlético Nacional |

## Palmarés
| Equipo          | Títulos | Subtítulos |
| --------------- | ------- | ---------- |
| Santa Fe        | 1       | 1          |
| Millonarios     | 1       | 0          |
| América de Cali | 0       | 1          |

## Participaciones por club
| Equipo                               | Participaciones |
| ------------------------------------ | --------------- |
| América de Cali Millonarios Santa Fe | 2               |
| Atlético Nacional Deportivo Cali     | 1               |

## Estadísticas
- Mayores goleadas:
  -  Santa Fe 3-1  América de Cali en 2018.
  -  Santa Fe 3-1  Millonarios en 2019.

- Partidos con más goles:
  -  Santa Fe 3-1  América de Cali en 2018.
  -  Santa Fe 3-1  Millonarios en 2019.